# Volley Vlaanderen
Volley Vlaanderen, vroeger bekend als de Vlaamse Volleybalbond (VVB), is een Belgische sportfederatie voor volleybal in Vlaanderen. 

## Historiek
In 1977 werd er in België beslist dat sport niet langer behoorde tot een federale bevoegdheid maar naar de gemeenschappen werd verplaatst. Onder decretale druk zag het Koninklijk Belgisch Volleybalverbond (KBVBV) zich verplicht om binnen de eigen federatie een nieuwe vzw op te richten, wilde het in de toekomst nog subsidieerbaar blijven. In 1977 werden de Vlaamse Interprovinciale Volleybalbond (V.I.V.) en de Association Interprovinciale Francophone (A.I.F.) gesticht. Het KBVBV bleef bestaan als overkoepelend orgaan, maar kon toch niet vermijden dat de twee vleugels meer en meer hun eigen weg gingen. Dit kwam onder meer door de vele problemen die bij deze vleugelvorming zijn ontstaan. Zo bouwde de V.I.V. een eigen Volleybalcentrum in Vilvoorde (het EVC) terwijl ook de administratie van de V.I.V. naar Vilvoorde werd overgeheveld. Doordat de V.I.V. financieel veel sterker stond dan de A.I.F., behandelden de Vlamingen de nationale ploegen. 
Later werd de naam gewijzigd in Vlaamse Volleybalbond en in 2017 werd de naam Volley Vlaanderen.

## Structuur
De sportfederatie is van rechtsvorm een vzw. De hoofdzetel van de organisatie is gelegen in de Beneluxlaan 22 te Vilvoorde. 
Deze bond fungeert als regionale vleugel van de Koninklijk Belgisch Volleybalverbond (KBVBV), waarin men samenwerkt met de Fédération de Volleyball de Wallonie-Bruxelles (FVWB). Ze is erkend door het Agentschap Sport Vlaanderen en lid van de Vlaamse Sportfederatie (VSF). De organisatie telt 508 aangesloten clubs uit de Vlaamse provincies Antwerpen, Limburg, Oost-Vlaanderen, West-Vlaanderen, Vlaams-Brabant en de Nederlandstalige clubs uit het Brussels Hoofdstedelijk Gewest die bij Vlaams-Brabant willen aansluiten. 
Ze is de uitgever van Volley Magazine.

## Voorzitters
| Tijdspanne  | Voorzitter             |
| ----------- | ---------------------- |
| 1990 - 2013 | Willy Bruninx          |
| 2013 - 2022 | Jean-Paul De Buysscher |

## Competities
- Vlaamse beker
- Eerste divisie
- Tweede divisie
- Vlaamse Jeugd Champions League